# Angela Camuso
 (juillet 2012).
Si vous disposez d'ouvrages ou d'articles de référence ou si vous connaissez des sites web de qualité traitant du thème abordé ici, merci de compléter l'article en donnant les références utiles à sa vérifiabilité et en les liant à la section « Notes et références ».
Angela Camuso est une journaliste italienne née à Bergame. Elle a étudié à l'Université La Sapienza de Rome et fait partie de la promotion 2001 de l'Istituto per la formazione al Giornalismo d'Urbino.

## Biographie
Angela Camuso est une journaliste professionnelle qui travaille pour le journal L'Unita. Elle s'est fait connaître en publiant un livre, Mai ci fu pietà sur la « Banda della Magliana », un groupe de malfrats qui opérait dans la région de Rome dans les années 1980.

## Publications
- (it) Angela Camuso, Mai ci fu pietà. La banda della Magliana dal 1977 a oggi, Editori Riuniti, 2009, 439 p. (ISBN 978-88-359-8022-3)[2].
- (it) Angela Camuso, La preda: Le confessioni di una vittima, Castelvecchi, 2012 (ISBN 978-88-6826-637-0, lire en ligne)
- (it) Angela Camuso, Vita che ci state rubando (La), Castelvecchi, 2021, 192 p. (ISBN 8832903377)
- (it) Angela Camuso, Ma io stanotte non dormo, Castelvecchi, 2022, 180 p. (ISBN 8832906767)[3].
- Ses articles :
  - (it) « Article d'Angela Camuso », sur Unità.it